# Ernest Ačkun
Ernest Ačkun, slovenski klarinetist in pedagog, * 27. marec 1930, Hrastnik, † 28. september 2001, Beograd, Srbija. 

## Življenje in delo
Diplomiral je na Glasbeni akademiji beograjske univerze (1953) in se v letih 1955–1957 izpopolnjeval v Parizu. Od leta 1949 je igral v različnih beograjskih orkestrih in bil 1975-1995 profesor za komorno glasbo na beograjski Fakulteti glasbenih umetnosti. Kot solist ali član pihalnega kvinteta oziroma tria je tako v Jugoslaviji kot tudi v tujini izvajal in snemal vsa pomembna dela za klarinet.